# Hildegard Böhme (Lehrerin)
Hildegard Zerline Böhme (* 6. November 1884 in Berlin; † Mai 1943 im KZ Auschwitz) war eine deutsche Lehrerin und Provinzialfürsorgerin.

## Leben

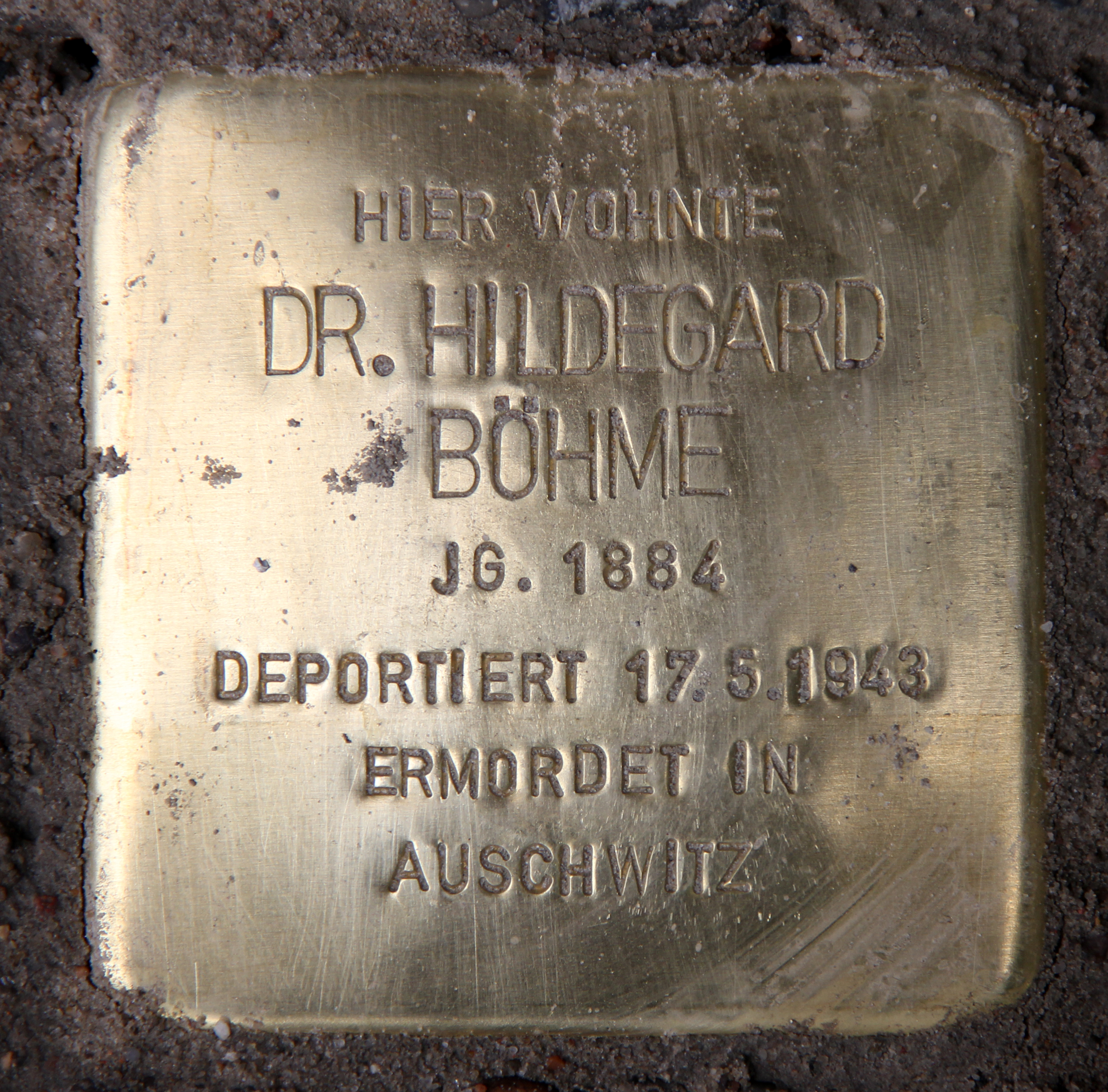
Stolperstein vor dem Haus, Pariser Straße 18, in Berlin-Wilmersdorf

Hildegard Böhme wuchs in einem jüdischen Elternhaus auf. Sie war die Tochter von Moritz Böhme, Besitzer einer Verbandstofffabrik, und Klara Böhme, geborene Worms. Sie absolvierte die Höhere Töchterschule und folgend ein Lehrerinnenseminar. Von der Königlichen Prüfungskommission erhielt sie die Qualifikation zur Erteilung des Unterrichts in der englischen und französischen Sprache. Anschließend nahm sie an einem Hortleiterinnen-Kurs teil und besuchte von 1908 bis 1909 den Oberkurs der Sozialen Frauenschule in Schöneberg, die von Alice Salomon 1908 gegründet und geleitet wurde. Nach ihrer Ausbildung arbeitete Böhme als Referentin für Jugendwohlfahrt bei der Deutschen Zentrale für Jugendfürsorge sowie ehrenamtlich in der Berufsberatungsstelle der Zentrale für private Fürsorge und in verschiedenen Kinderhorten.
Böhme promovierte 1923 in Hamburg. Das Thema ihrer Dissertation lautete: Die Entwicklung des gewerblichen Lehrlingswesens in Preußen während und nach dem Kriege. Unmittelbar danach erhielt Böhme eine Anstellung als Referentin für Wohlfahrtspflege beim Deutschen Roten Kreuz, für dessen Zeitschriften Nachrichten des Deutschen Roten Kreuzes und Blätter des Deutschen Roten Kreuzes sie als Redakteurin verantwortlich war und eigene Beiträge verfasste. Zusätzlich unterrichtete sie an mehreren Ausbildungsstätten, auch im Pestalozzi-Fröbel-Haus, die Fächer Wirtschaftskunde, Volkswirtschaftslehre und Bürgerkunde sowie in der Werner-Schule vom Deutschen Roten Kreuz die Fächer Wohlfahrtspflege und Sozialversicherung.
Böhme musste nach der „Machtergreifung“ durch die Nationalsozialisten 1933 alle ihre beruflichen Tätigkeiten aufgeben. Sie engagierte sich danach in jüdischen Organisationen und gehörte dem engeren Bundesvorstand des Jüdischen Frauenbundes an. Ab 1934 arbeitete sie als Provinzialfürsorgerin in der Reichsvertretung der Deutschen Juden und leitete seit 1939 die Bezirksstelle Brandenburg-Schneidemühl der Reichsvereinigung Brandenburg-Pommern:
Als Leiterin der Bezirksstelle betreute Hildegard Böhme alle Jüdinnen in dem Gebiet. Sie war für die Einziehung der Mitgliedsbeiträge verantwortlich und für die Verteilung der Winterhilfe sowie für die Beratung im Allgemeinen.
Am 17. Mai 1943 wurde sie mit dem 38. Osttransport nach Auschwitz deportiert und dort ermordet. Ihr genaues Todesdatum ist unbekannt.
Am 14. Mai 2013 wurde vor ihrem ehemaligen Wohnort, Berlin-Wilmersdorf, Pariser Straße 18, ein Stolperstein verlegt.

## Werke
- Die Jugendfürsorgevereine im Deutschen Reich, Berlin 1918
- Die Entwicklung des gewerblichen Lehrlingswesens in Preußen während und nach dem Kriege, Berlin 1923
- Die organisatorischen Grundlagen des Roten Kreuzes, Berlin, 1925
- Gegenwartsfragen der Gemeindekrankenpflege, Berlin 1930
- Wir wollen helfen!, Berlin 1931